# Barbonema flagrum
Barbonema flagrum is een rondwormensoort uit de familie van de Leptosomatidae. De wetenschappelijke naam van de soort is voor het eerst geldig gepubliceerd in 1957 door Gerlach.